# Rougeries
Rougeries é uma comuna francesa na região administrativa de Altos da França, no departamento de Aisne. Estende-se por uma área de 4,13 km². Em 2010 a comuna tinha 251 habitantes (densidade: 60,8 hab./km²).